# Circus (Britney-Spears-Album)
Circus (engl. für: „Zirkus“) ist das sechste Studioalbum der US-amerikanischen Sängerin Britney Spears. In Nordamerika ist es am 2. Dezember 2008, dem 27. Geburtstag der Sängerin, erschienen, während es in Europa und Australien bereits am 28. November 2008 veröffentlicht wurde. Aufgenommen wurde es innerhalb von 5 Monaten, von April bis September 2008.
In den USA, Schweiz und Kanada debütierte Circus auf Platz 1, wurde in Amerika Spears’ fünftes Nummer-eins-Album und konnte in 17 weiteren Ländern die Top Ten erreichen. Das Album wurde weltweit elfmal mit Gold und 14 mit Platin ausgezeichnet.
Die erste Single, Womanizer, wurde ein internationaler Hit und erreichte die Spitze der Charts in über zwanzig Ländern weltweit, darunter den Billboard Hot 100 in den Vereinigten Staaten, wo es ihre zweite Nummer 1 Single wurde. Die zweite Single, Circus, debütierte mit Platz drei in den USA, was zu dem Zeitpunkt das höchste Debüt in den Hot 100 für Spears war.
Die Single If U Seek Amy schaffte es, die Top 20 der Billboard Hot 100 zu erreichen und konnte somit nicht an den Erfolg der beiden Vorgänger anknüpfen. Einige Live-Auftritte und ihre erste Welttournee seit fünf Jahren unterstützten die Promo für das Album.
Womanizer erhielt eine Grammy-Nominierung für „Best Dance Recording“, die erste Nominierung seit fünf Jahren. Bei den Video Music Awards 2009 wurde Womanizer  für „Video of the Year“ und „Best Pop Video“ nominiert und konnte sich in der Kategorie „Best Pop Video“ durchsetzen. Die zweite Single, Circus, wurde fünffach nominiert, konnte aber in keiner Kategorie reüssieren.

## Hintergrund
Erstmals im Mai 2008 bestätigten mehrere namhafte Produzenten wie Sean Garrett und J.R. Rothem, dass Spears die Arbeit an einem neuen Album begonnen habe und sich in der Phase befinde, in der sie den Sound und die musikalische Richtung suche, welche sie einschlagen möchte. Spears Manager, Larry Rudolph, gab im Juli 2008 mittels einer Presseerklärung bekannt, dass die Sängerin „ihren Sommer im Studio verbringen und an einem neuen Album arbeiten werde […], mit einem Team aus Top-Produzenten und Songwritern und dass man aufgeregt sei, was sie bis dahin fertiggestellt haben wird.“ Im August 2008 äußerte sich Spears in einem Interview mit der OK! auch selbst zu ihrem neuen Album: „Ich glaube, es geht dieses Mal mehr in die Contemporary-R&B-Ecke. Ich arbeite mit Leuten zusammen, die einfach phänomenal sind. […] Da ist diese frische, neue Energie. Zurzeit schreibe ich jeden Tag, genau hier am Klavier in meinem Wohnzimmer … Das wird mein bisher bestes Werk.“
Da bereits Monate vor der Veröffentlichung des Vorgängers Blackout die meisten Lieder illegal ins Internet gestellt worden sind, wurden schärfere Sicherheitsvorkehrungen vor der Veröffentlichung des neuen Albums getroffen. So verriet Shannon Holtzapffel, einer von Spears’ Hintergrundtänzern, gegenüber dem Daily Telegraph: „Als wir mit den Tanzproben fertig waren, haben sie die CD genommen und in einen Safe getan. Sowas habe ich noch nie vorher erlebt.“
Nach der Musikzeitschrift Rolling Stone nahm Spears für ihr sechstes Studioalbum etwa 30 Lieder auf.
Circus wurde am 15. September 2008 offiziell von Jive Records mittels einer Presseerklärung angekündigt.

## Produktion
Spears arbeitete mit vielen unterschiedlichen Produzenten zusammen an ihrem sechsten Studioalbum. Danja, der bereits an dem Vorgänger Blackout stark beteiligt gewesen war und u. a. für den Hit Gimme More verantwortlich ist, schrieb und produzierte zwei Lieder für Circus. Auch das schwedische Produzententeam Bloodshy & Avant, das in der Vergangenheit bereits öfters mit der Sängerin zusammengearbeitet hatte (u. a. Toxic & Showdown für In the Zone im Jahr 2003; My Prerogative & Do Somethin'  für Greatest Hits: My Prerogative im Jahr 2004; Piece of Me & Radar für Blackout im Jahr 2007), beteiligte sich wieder am neuen Album. Guy Sigsworth, der zuletzt die von Spears selbst geschriebenen Balladen Everytime und Someday (I Will Understand) produziert hatte, war wiederum für die ruhigeren Songs verantwortlich.
Max Martin, der für Spears’ Debüt und bislang größten Hit … Baby One More Time aus dem gleichnamigen Album verantwortlich ist, schrieb und produzierte für Circus sein „bestes Werk überhaupt“.
Dr. Luke (der öfters mit Martin kollaboriert), zeigt sich u. a. für den Titeltrack Circus mitverantwortlich. Co-Produziert wurde der Song dabei von Benny Blanco. Ebenfalls nennenswert sind The Outsyders, ein zuvor unbekanntes Produzentenduo aus Atlanta, die Womanizer, die erste Singleauskopplung, produzierten und Spears zu einem #1-Hit in zahlreichen Ländern verhalfen, darunter in den USA und Kanada.
Junkie XL, Lil Jon, Rodney „Darkchild“ Jerkins, Sean Garrett, Taio Cruz, JR Rothem und Lady Gaga arbeiteten an Liedern für Spears, die es nicht auf Circus schafften. Lediglich das von Lady Gaga geschriebene und co-produzierte Quicksand wird als Bonus-Track bei iTunes veröffentlicht.

## Rezeption
Die englische Boulevardzeitung The Sun hatte Anfang November exklusiv mehrere Hörproben von Circus bekommen. Sie veröffentlichte somit die erste Kritik weltweit. Die Kritik fiel durchweg positiv aus, vor allem von If U Seek Amy und Kill the Lights zeigte man sich begeistert. Zudem hätte das Album Ähnlichkeiten zu Madonnas Hard Candy.
Nach Nick Levine, Autor bei der Digital Spy, hat Circus Ähnlichkeiten zu Spears’ letztem Studioalbum, obwohl die Sängerin auf dem neuen Werk selbstbewusster und ebenso natürlicher klinge, da ihre Stimme nachträglich kaum noch digital bearbeitet wurde. Außerdem habe Circus etwas, was Blackout nicht habe – mit Out from Under eine zu Tränen rührende Ballade.
Das Album wurde zweimal zum „Album des Jahres 2008“ gewählt, bei der alljährlichen Wahl der Billboard-Leser wie auch von den Lesern von Allheadlinenews.com. So schreibt AHN: „[…] einem #1 Album, das von ihren früheren Hitgaranten Max Martin und Guy Sigsworth produziert wurde, erweckt fast den Anschein, als sei die Welt von Britney niemals in einer Krise gewesen. Mit bunten Pop-Beats und kaum einer Erwähnung ihrer Probleme macht Circus genau dort weiter, wo In the Zone aufgehört hatte.“

## Promotion
Um das Album zu vermarkten, richtete Jive eine Hotline ein, die Fans benutzen können, um Spears eine Nachricht zu hinterlassen. Dabei bekämen manche Anrufer einen Rückruf von Spears persönlich.
Auf Amazon.com gab es bereits Wochen vor der Veröffentlichung Hörproben zu allen Liedern des Albums.
In den USA wurde am 30. November 2008 auf MTV die 90-minütige Dokumentation Britney: For the Record ausgestrahlt. Dabei wird beleuchtet, wie sich Spears im Musikgeschäft zurückmeldet. In Deutschland wurde eine gekürzte Fassung der Doku am 28. Dezember 2008 bei Exclusiv auf RTL unter dem Titel Exklusiv Britney-Spezial: Mein Weg zurück ausgestrahlt.
Auch wurden mehrere Poster, passend zum „Zirkus“-Thema, auf Spears offizieller Webpräsenz veröffentlicht, um Circus zu promoten.
Am 27. November 2008, also einen Tag vor Erscheinen des Albums hierzulande, trat die Sängerin bei der Bambi-Verleihung im badischen Offenburg mit Womanizer auf. Dies war somit Spears erster Deutschland-Aufenthalt seit knapp vier Jahren. Zudem erhielt sie den Bambi in der Kategorie „Pop International“.
Am 28. November 2008 trat Spears in der französischen Castingshow „Star Academy“ auf, ebenfalls mit Womanizer. Ihr Auftritt bescherte der Sendung dabei Rekordquoten.
Nur einen Tag später folgte ein Auftritt in England bei der Castingshow „X-Factor“, wie zuvor in Deutschland und Frankreich präsentierte Spears die erste Singleauskopplung aus Circus. Die Sendung sahen dabei 12,8 Millionen Zuschauer – die höchste Einschaltquote in der Geschichte der Show.
Am 2. Dezember 2008 trat Spears in New York City bei der Nachrichtensendung „Good Morning America“ auf. Sie eröffnete die Show mit Circus. Kurz danach folgte die den Europäern bereits bekannte Performance von Womanizer.
Am 3. Dezember 2008 eröffnete die Sängerin mit einer kurzen Rede das Entzünden der Weihnachtsbeleuchtung am Rockefeller Center Christmas Tree in New York City.

## Kommerzieller Erfolg

### Chartplatzierungen
Von Circus konnten am ersten Verkaufstag in den USA 219.000 Exemplare abgesetzt werden. Das Album stieg nur wenige Stunden nach der Veröffentlichung in den USA – so wie die ersten vier Studioalben der Sängern – auf Platz 1 der iTunes-Albumcharts ein. Mit 505.073 verkauften Exemplaren konnte Spears die Verkäufe der ersten Woche von den im Jahr 2008 erschienenen Alben von Beyoncé, Mariah Carey, Madonna und Kanye West überbieten. Zudem ist Circus das zweitschnellst-verkaufte Album einer weiblichen Künstlerin 2008, nur Fearless von Taylor Swift verkaufte sich schneller. Des Weiteren konnte Spears zwei Rekorde aufstellen: Mit dem Debüt von über einer halben Million Exemplaren ist Spears der einzige Interpret in der Geschichte von Nielsen SoundScan (USA), der mit mindestens vier Alben mindestens 500.000 Alben in der ersten Woche absetzen konnte. Des Weiteren kann sich die Sängerin mit dem Titel „Künstlerin mit den meisten Debüts auf Platz 1“ schmücken.
In der zweiten Woche konnten 200.000 Exemplare in den USA an den Kunden gebracht werden. Des Weiteren konnte das Album in Kanada, Japan, Russland, Schweiz sowie in Europa Platz 1 der Albumcharts erreichen.
In Australien stieg Circus auf Platz 3 ein und wurde bereits nach einer Woche mit Gold für über 35.000 verkaufte Exemplare und nach zwei Wochen mit Platin für 70.000 verkaufte Exemplare ausgezeichnet. Bis dato wurde eine zweifache Platinauszeichnung für über 140.000 verkaufte Einheiten erreicht.
In der Schweiz stieg das Album auf Platz 1 ein und erhielt bereits in der ersten Woche Gold für über 15.000 Exemplare. Somit erreichte Spears erstmals seit Britney (2001) die Spitze der Schweizer Albumcharts.
Im Vereinigten Königreich stieg das Album auf Position 4 ein. Gemessen an den Verkaufszahlen der ersten Woche, die 76.231 Einheiten betrugen, ist dies ihr zweiterfolgreichstes Studio-Album, direkt nach Oops! … I Did It Again. Bis dato konnte sich das Album über 300.000 mal verkaufen und wurde mit Platin ausgezeichnet.
In Kanada debütiert das Album mit 51.000 verkauften Einheiten auf Platz 1 der Album-Charts; es ist auch in Kanada Britneys fünftes Nummer-1-Album und hat die höchsten 1st Week Sales seit Oops! … I Did It Again. Bis dato konnte sich das Album über 240.000 Mal in Kanada verkaufen und erhielt Tripel-Platin. Außerdem belegte der Longplayer auch in Mexiko Platz 1 und wurde ebenfalls mit Gold ausgezeichnet.
In Russland erhielt das Album Circus nach nur einer Woche Platin, für über 20.000 verkaufte Exemplare. Bis dato hat Circus Doppelplatin erreicht und somit mehr als 40.000 Exemplare in Russland verkauft. In Irland hat das Album Platz 2 erreicht, konnte sich 15.000 mal verkaufen und wurde mit Platin ausgezeichnet. In Italien wurde das Album mit Gold ausgezeichnet und wurde bis dato über 41.000 mal verkauft.
| ChartsChartplatzierungen       | Höchstplatzierung | Wochen |
| ------------------------------ | ----------------- | ------ |
| Deutschland (GfK)              | 9 (20 Wo.)        | 20     |
| Österreich (Ö3)                | 9 (15 Wo.)        | 15     |
| Schweiz (IFPI)                 | 1 (16 Wo.)        | 16     |
| Vereinigte Staaten (Billboard) | 1 (42 Wo.)        | 42     |
| Vereinigtes Königreich (OCC)   | 4 (31 Wo.)        | 31     |

| ChartsJahrescharts (2008)    | Platzierung |
| ---------------------------- | ----------- |
| Vereinigtes Königreich (OCC) | 61          |

| ChartsJahrescharts (2009)      | Platzierung |
| ------------------------------ | ----------- |
| Österreich (Ö3)                | 66          |
| Schweiz (IFPI)                 | 94          |
| Vereinigte Staaten (Billboard) | 6           |

### Auszeichnungen für Musikverkäufe
| Land/Region                  | Auszeichnungen für Musikverkäufe (Land/Region, Auszeichnung, Verkäufe) | Verkäufe  |
| ---------------------------- | ---------------------------------------------------------------------- | --------- |
| Argentinien (CAPIF)          | Gold                                                                   | 20.000    |
| Australien (ARIA)            | 2× Platin                                                              | 140.000   |
| Belgien (BRMA)               | Gold                                                                   | 15.000    |
| Dänemark (IFPI)              | 2× Platin                                                              | 40.000    |
| Deutschland (BVMI)           | Gold                                                                   | 100.000   |
| Frankreich (SNEP)            | Gold                                                                   | 75.000    |
| Golf-Kooperationsrat (IFPI)  | Gold                                                                   | 3.000     |
| Griechenland (IFPI)          | Gold                                                                   | 3.000     |
| Irland (IRMA)                | Platin                                                                 | 15.000    |
| Japan (RIAJ)                 | Gold                                                                   | 100.000   |
| Kanada (MC)                  | 4× Platin                                                              | 320.000   |
| Mexiko (AMPROFON)            | Gold                                                                   | 40.000    |
| Neuseeland (RMNZ)            | Platin                                                                 | 15.000    |
| Polen (ZPAV)                 | Gold                                                                   | 10.000    |
| Russland (NFPF)              | 2× Platin                                                              | 40.000    |
| Schweiz (IFPI)               | Gold                                                                   | 15.000    |
| Ungarn (MAHASZ)              | Gold                                                                   | 3.000     |
| Vereinigte Staaten (RIAA)    | 3× Platin                                                              | 3.000.000 |
| Vereinigtes Königreich (BPI) | Platin                                                                 | 341.000   |
| Insgesamt                    | 11× Gold · 16× Platin ·                                                | 4.297.000 |

Hauptartikel: Britney Spears/Auszeichnungen für Musikverkäufe

## Titelliste

### Standard-Edition
| Nr. | Titel              | Produzenten                          | Dauer |
| --- | ------------------ | ------------------------------------ | ----- |
| 1   | Womanizer          | The Outsyders                        | 3:43  |
| 2   | Circus             | Dr. Luke, Benny Blanco               | 3:12  |
| 3   | Out from Under     | Guy Sigsworth                        | 3:54  |
| 4   | Kill the Lights    | Danja, Jim Beanz                     | 3:59  |
| 5   | Shattered Glass    | Benny Blanco, Dr. Luke, Claude Kelly | 2:53  |
| 6   | If U Seek Amy      | Max Martin                           | 3:37  |
| 7   | Unusual You        | Bloodshy & Avant                     | 4:23  |
| 8   | Blur               | Danja                                | 3:09  |
| 9   | Mmm Papi           | Let’s Go to War, Nicole Morier       | 3:22  |
| 10  | Mannequin          | Rob Knox, Harvey Mason Jr.           | 4:06  |
| 11  | Lace and Leather   | Benny Blanco, Dr. Luke, Claude Kelly | 2:48  |
| 12  | My Baby            | Guy Sigsworth                        | 3:20  |
| 13  | Radar (Bonustrack) | Bloodshy & Avant, The Clutch         | 3:49  |

Bonustracks
| Nr. | Titel                                                                                  | Produzenten                  | Dauer |
| --- | -------------------------------------------------------------------------------------- | ---------------------------- | ----- |
| 14  | Rock Me In (Europa & Deluxe-Edition-Bonustrack)                                        | Greg Kurstin, Nicole Morier  | 3:17  |
| 15  | Phonography (Europa & Deluxe-Edition-Bonustrack)                                       | Bloodshy & Avant, The Clutch | 3:35  |
| 16  | Quicksand (iTunes-Deluxe-Bonustrack)                                                   | Fernando Garibay, Lady Gaga  | 4:05  |
| 17  | Amnesia (Japan & UK-Bonustrack)                                                        | Fernando Garibay             | 3:57  |
| 18  | Trouble (iTunes-Bonus-Track)                                                           | Bloodshy & Avant, The Clutch | 3:35  |
| 19  | Rock Boy (Musicload, Bazuca & Mimix Chile)                                             | Danja                        | 3:22  |
| 20  | Womanizer (Kaskade Radio Edit #2) (Britney.com MP3 Premium-Edition-Bonus-Track)        | Kaskade                      | 3:12  |
| 21  | Womanizer (Junior Vasquez Superstar Mix) (Britney.com MP3 Premium-Edition-Bonus-Track) | Junior Vasquez               | 7:29  |

### Deluxe Edition
Parallel zum normalen Album erscheint eine Deluxe Edition mit dem Circus-Album und einer DVD sowie einem Poster. Neben den dreizehn Liedern beinhaltet das Album zwei weitere Songs – Rock Me In und Phonography. Der Inhalt der DVD besteht dabei aus:
1. The Making Of Circus – 9:33
2. Womanizer (Director’s Cut) Video-Clip – 3:45
3. Foto-Galerie – 2:00

## Singles
| Jahr | Titel           | Höchstplatzierung, Gesamtwochen, AuszeichnungChartplatzierungen (Jahr, Titel, , Platzierungen, Wochen, Auszeichnungen, Anmerkungen) | Höchstplatzierung, Gesamtwochen, AuszeichnungChartplatzierungen (Jahr, Titel, , Platzierungen, Wochen, Auszeichnungen, Anmerkungen) | Höchstplatzierung, Gesamtwochen, AuszeichnungChartplatzierungen (Jahr, Titel, , Platzierungen, Wochen, Auszeichnungen, Anmerkungen) | Höchstplatzierung, Gesamtwochen, AuszeichnungChartplatzierungen (Jahr, Titel, , Platzierungen, Wochen, Auszeichnungen, Anmerkungen) | Höchstplatzierung, Gesamtwochen, AuszeichnungChartplatzierungen (Jahr, Titel, , Platzierungen, Wochen, Auszeichnungen, Anmerkungen) | Anmerkungen                                                  |
| Jahr | Titel           | DE | AT | CH | UK | US | Anmerkungen                                                  |
| --- | --------------- | --- | --- | --- | --- | --- | ------------------------------------------------------------ |
| 2008 | Womanizer       | DE4 (16 Wo.)DE | AT4 (21 Wo.)AT | CH2 (27 Wo.)CH | UK3 (30 Wo.)UK | US1 (23 Wo.)US | Erstveröffentlichung: 3. Oktober 2008 Verkäufe: + 7.187.313  |
| 2008 | Circus          | DE11 (11 Wo.)DE | AT14 (13 Wo.)AT | CH19 (18 Wo.)CH | UK13 (22 Wo.)UK | US3 (22 Wo.)US | Erstveröffentlichung: 2. Dezember 2008 Verkäufe: + 5.697.000 |
| 2009 | If U Seek Amy   | DE36 (8 Wo.)DE | AT34 (4 Wo.)AT | CH61 (4 Wo.)CH | UK20 (12 Wo.)UK | US19 (20 Wo.)US | Erstveröffentlichung: 10. März 2009 Verkäufe: + 2.235.000    |
| 2009 | Radar           | — | — | — | UK46 (4 Wo.)UK | US88 (3 Wo.)US | Erstveröffentlichung: 22. Juni 2009 Verkäufe: + 1.000.000    |
| Folgende Lieder erschienen nicht als Single, wurden aber durch das Album zum Download und Streaming bereitgestellt und konnten somit eine Platzierung erlangen: |                 | | | | | |                                                              |
| |                 | | | | | |                                                              |
| 2008 | Shattered Glass | — | — | — | — | US70 (1 Wo.)US | Charteinstieg: 20. Dezember 2008                             |

## Auszeichnungen
| Jahr | Award Show                | Award                                  | Ergebnis |
| ---- | ------------------------- | -------------------------------------- | -------- |
| 2009 | NRJ Music Awards          | Best International Female Artist       | gewonnen |
| 2009 | NRJ Music Awards          | Video Of the Year: Womanizer           | gewonnen |
| 2009 | MTV Australia Awards      | Best Moves: Circus                     | gewonnen |
| 2009 | MTV Video Music Awards    | Best Pop Video: Womanizer              | gewonnen |
| 2008 | Virgin Media Music Awards | Best Album 2008 Circus                 | 2. Platz |
| 2008 | Virgin Media Music Awards | Best Track 2008: Womanizer             | 2. Platz |
| 2008 | Fuse Awards               | Best Video of 2008: Womanizer          | gewonnen |
| 2008 | InMusic Awards            | Best Music Video: Womanizer            | gewonnen |
| 2008 | R&B Junk Awards           | Best Pop Mainstream Album: Circus      | gewonnen |
| 2008 | R&B Junk Awards           | The „Shake your Thang“ Song: Womanizer | gewonnen |
| 2008 | R&B Junk Awards           | Video of The Year: Circus              | gewonnen |

## „The Circus Starring: Britney Spears“-Tour
The Circus Starring: Britney Spears war die siebte Tour der Sängerin. Die Tour war die erste Welttournee von Spears seit ihrer „Onyx Hotel Tour“ aus dem Jahr 2004. Als Opening Act traten u. a. die Pussycat Dolls auf. Kurz nachdem Womanizer im New Yorker Radio „Z100“ Premiere feierte, kündigte Spears bei einem Überraschungsbesuch eine Welttour für Frühling 2009 an. Die Sängerin unterschrieb einen Vertrag mit dem Life Entertainment-Unternehmen AEG, das die Tournee produzierte. Wade Robson war dabei für ein Drittel der Choreografie verantwortlich, zudem leitete er die komplette Tour.
Anfänglich war die Tour auf 36 Konzerte in Nordamerika und acht Konzerte in London in der „O2 Arena“ beschränkt. Nach Angaben der Plattenfirma sprengten die Ticketverkäufe für die bevorstehende Tour alle Erwartungen. In Nordamerika wurden nach nur wenigen Wochen über 500.000 Tickets verkauft, die Londoner O2 Arena war ebenfalls nach kurzer Zeit mit über 100.000 verkauften Tickets achtmal ausverkauft. Zusatzkonzerte wurden daher organisiert, so u. a. in Manchester Ende April 2009 folgte schließlich die Ankündigung für Konzerte in Europa. Mit der Bekanntgabe der Erweiterung der Tour äußerte sich der Vorsitzende des Unternehmens AEG wie folgt: „Die Circus Tour ist eine der größten und bestverkauften Touren dieses Jahrzehntes. Die Akzeptanz und Reaktionen auf der ganzen Welt sind unglaublich. Das letzte Tour-Wochenende erzielte bis jetzt die höchsten Bruttoeinnahmen einer Tour. Alle Hallen waren bis dato immer ununterbrochen ausverkauft“. So folgten u. a. zwei Konzerte in Paris und Dublin, auch in Belgien, Russland, Finnland, Polen, Schweden und Dänemark war Spears zu sehen. In Deutschland fand das einzige Konzert am 26. Juli 2009 in Berlin statt. Als Vorgruppe trat bei Spears Deutschlandkonzert die Dance-Pop-Gruppe Cascada auf.
Spears setzte bei einem durchschnittlichen Ticketpreis von $ 102,51 pro Konzert ca. $ 2,4 Millionen um und lag somit damals auf Platz Eins auf der Liste der höchsten Tour-Einnahmen, vor Elton John, Céline Dion und AC/DC.

## Sonstiges
- Die erste Singleauskopplung Womanizer erreichte #1 der Billboard Hot 100. Dies ist somit Spears zweiter Nr.-1-Hit in den USA – fast zehn Jahre nach dem Debüt … Baby One More Time im Jahre 1999.[83]
- Die zweite Singleauskopplung Circus debütierte durch 212.000 digitale Verkäufe auf #3 der US-Billboard Hot 100 – Spears erstes Debüt in den Top Ten der US-Charts. Zur selben Zeit platzierte sich der Nr.-1-Hit Womanizer auf #10 – somit befanden sich zum ersten Mal in Spears’ Karriere zwei ihrer Songs gleichzeitig in den Top Ten der US-Single-Charts.[84] Darüber hinaus platzierten sich in derselben Woche nur durch hohe Downloads Shattered Glass auf #70 sowie If U Seek Amy auf #86 der US-Billboard Hot 100. Insgesamt befanden sich daher vier Songs der Sängerin gleichzeitig in den Top 100.[85] Ohne eine offizielle Veröffentlichung als Single konnte der Titel 160.000 Einheiten absetzen.[86]
- Dem Album Circus gelang Platz 7 in der Liste der besten Eröffnungswoche im Jahr 2008 in den USA (Platz 1 mit 505.000 verkauften Exemplaren) nach Lil Waynes Tha Carter III (1.006.000), AC/DCs Black Ice (784.000), Coldplays Viva La Vida or Death and All His Friends (721.000), Taylor Swifts Fearless (592.000), T.I.s Paper Trail (568.000) und Jonas Brothers’ A Little Bit Longer (525.000).[87]

## Mitwirkende

### Songwriter
- Womanizer: Nikesha Briskoe, Raphael Akinyemi
- Circus: Claude Kelly, Lukasz Gottwald, Benjamin Levin
- Out from Under: Arnthor Birgisson, Wayne Hector und Shelly Peiken
- Kill the Lights: Marcella Araica, Luke Boyd, Nate „Danja“ Hills, James Washington
- Shattered Glass: Claude Kelly, Lukasz Gottwald, Benjamin Levin
- If U Seek Amy: Savan Kotecha, Alexander Kronlund, Max Martin, Shellback
- Unusual You: Henrik Jonback, Christian Karlsson, Kasia Livingston, Pontus Winnberg
- Blur: Marcella Araica, Stacy Barthe, Nate „Danja“ Hills
- Mmm Papi: Britney Spears, Henry Walter, Adrien Gough, Peter-John Kerr, Nicole Morier
- Mannequin: B. Spears, James Fauntleroy II, Rob Knox, Harvey Mason Jr.
- Lace and Leather: Lukasz Gottwald, Benjamin Levin, Ronnie Jackson, Frankie Storm
- My Baby: B. Spears, Guy Sigsworth
- Radar: Christian Karlsson, Pontus Winnberg, Henrik Jonback, Balewa Muhammad, Candice Nelson, Ezekiel „Zeke“ Lewis & Patrick „J.Que“ Smith
- Rock Me In: B. Spears, Nicole Morier, Greg Kurstin
- Phonography: C. Karlsson, P. Winnberg, H. Jonback, B. Muhammad, C. Nelson, E. „Zeke“ Lewis & P. „J.Que“ Smith
- Quicksand: Lady Gaga, Fernando Garibay
- Amnesia: Fernando Garibay, Kasia Livingston
- Trouble: C. Karlsson, P. Winnberg, H. Jonback, B. Muhammad, C. Nelson, E. „Zeke“ Lewis & P. „J.Que“ Smith
- Rock Boy: Tina Parol